# Rhünda (Schwalm)
Die Rhünda, auch Rhündabach genannt, ist ein 12,9 km langer, orografisch rechtsseitiger bzw. östlicher Zufluss der Schwalm im Schwalm-Eder-Kreis in Nordhessen (Deutschland).

## Name
Das Gewässer wurde im Jahr 1521 als Rühne erstmals schriftlich erwähnt. Der Name wurde vom Ort Rhünda auf den Fluss übertragen. Der Ortsname ist germanischen Ursprungs und bedeutet „Stelle am Wasserlauf“ (germanisch *run(n)i- „Wasserlauf“).

## Verlauf

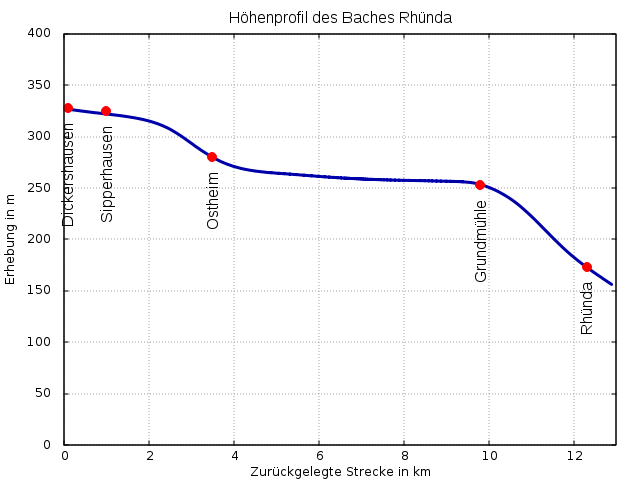
Höhenprofil des Rhündabaches

Die Rhünda entspringt in den Nordausläufern des Knüllgebirges. Ihre Quelle liegt im Dorf Dickershausen, einem Stadtteil von Homberg, auf 327,5 m ü. NN.
Anfangs fließt die Rhünda nordostwärts nach und durch Sipperhausen, um sich danach ab dem Stöpplingskopf nach Nordnordwesten zu wenden. In dieser Richtung durchfließt sie, ungefähr parallel zur etwas östlich verlaufenden Bundesautobahn 7, das in der Ostheimer Senke gelegene Ostheim, um danach westlich vorbei am Geschellenberg (324 m) und etwas östlich vorbei an Mosheim zu verlaufen.
Ab dem etwas nordöstlich des Bachs gelegenen Hilgershausen wendet sich die Rhünda für ein kurzes Stück nach Westsüdwesten und ab Helmshausen, das etwas südwestlich des Bachs liegt, endgültig in Richtung Nordwesten.
Nach Passieren der Grundmühle und zweier Basaltsteinbrüche erreicht die Rhünda den Felsberger Stadtteil Rhünda, um nach dessen Durchfließen und Unterqueren der Bundesstraße 253 unmittelbar vor Erreichen der Main-Weser-Bahn auf etwa 159 m ü. NN in die Schwalm zu münden, die ihrerseits kurz nach Unterqueren der Bahnlinie in die Eder fließt.

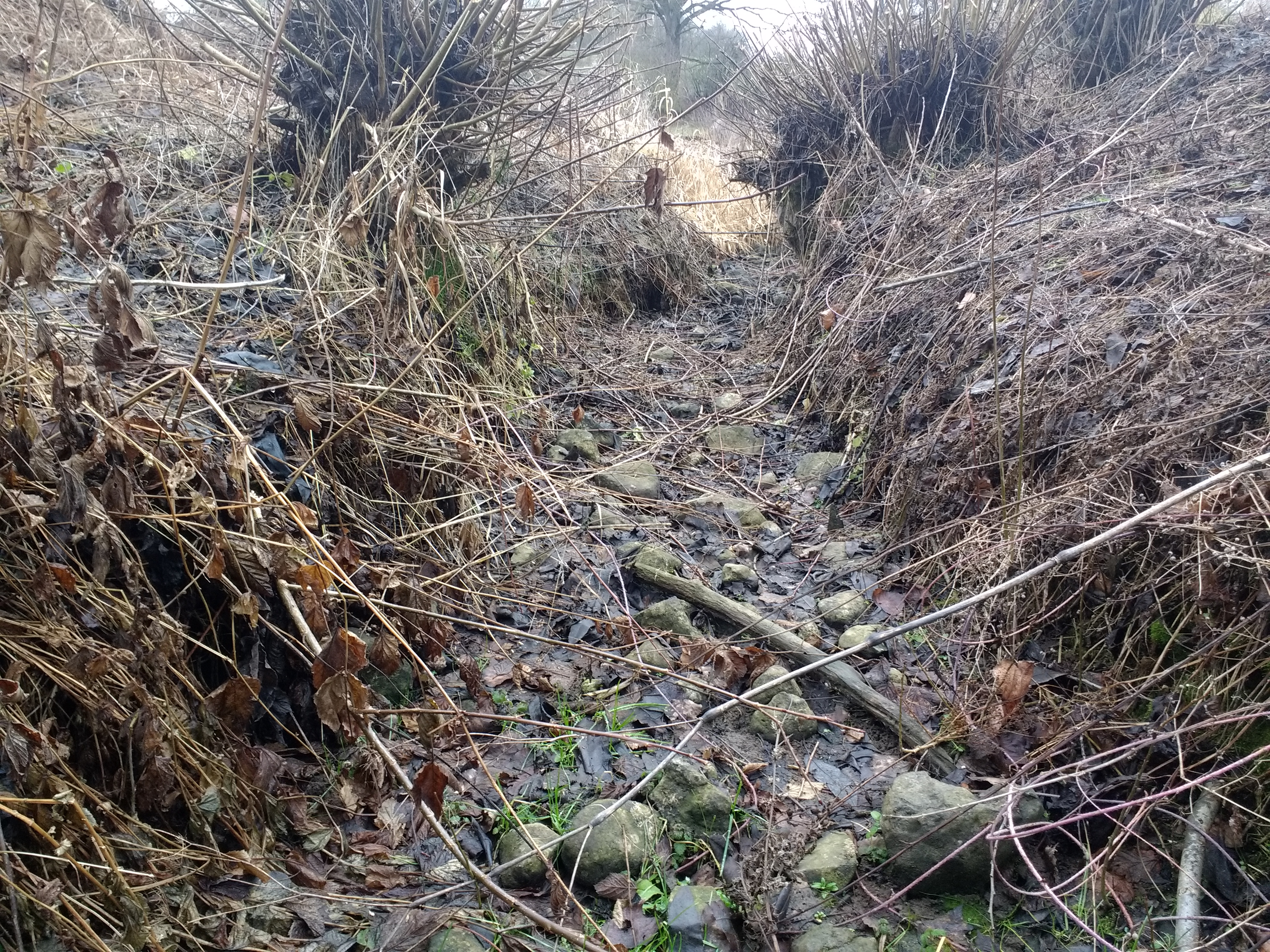
Ausgetrocknetes Bachbett der Rhünda (2021)

Aufgrund mehrerer heißer und regenarmer Sommer trocknete das Bachbett zwischen Sipperhausen und Ostheim im Sommer 2020 aus. Im Januar 2021 war das Bachbett in diesem Bereich, der in der Vergangenheit stets wasserführend war, immer noch wasserlos. Erst ab Ostheim führte der Bach wieder Wasser.

## Einzugsgebiet und Zuflüsse
Zu den Zuflüssen der Rhünda, deren Einzugsgebiet 31,857 km² groß ist, gehören bachabwärts betrachtet mit orographischer Zuordnung (l = linksseitig, r = rechtsseitig), Gewässerlänge, Mündungsort mit Rhündabachkilometer und Einzugsgebietsgröße:
- Hohlgraben (l; 3,4 km), zwischen Ostheim und Mosheim, km 8,65 (3,955 km²)
- Tiefenbach (l; 3,9 km), zwischen Hilgershausen und Helmshausen, km 5,2 (4,917 km²)
- Frasenbach (l; 2,0 km), bei Helmshausen

## Schädel von Rhünda
1956 wurde nahe der Rhündamündung der Schädel von Rhünda gefunden, ein eiszeitlicher Schädel eines Menschen aus der Zeit vor etwa 12.000 Jahren.

## Literarische Erwähnung
Der Schriftsteller Heinrich Ruppel dichtete über das Rhündatal:

„Das Rhündatal ist oben breit und unten schmal.“